# Lina van de Mars
Lina van de Mars (nacida el 13 de septiembre de 1979 en Múnich, en realidad, Anja su nombre de nacimiento) 
es una presentadora y artista musical alemana, así como también como una modelo fotográfica y mecánica de vehículos en activo.

## Educación
En mayo de 2000 Lina consiguió aprobar, en Múnich, el examen para acceder a la universidad, y después fue a Berlín a comenzar en la universidad a estudiar Magisterio especializado en Filología Holandesa, así como en Filología India e Historia del Arte Indio en la Universidad Libre de Berlín . En 2002, sin embargo, ella lo cambió para prepararse en Sony Music / EPIC como promotora y en una compañía de viaje, y después permaneció allí como free assistant.
En agosto de 2002 empezó a estudiar mecánica de vehículos.

## Música
Desde 1995 Lina era una activa percusionista realizando varias cintas, después desde 2000 a 2002 Lemonbabies, a partir de 2002 hasta 2003 fue batería en las actuaciones televisivas para el dúo Right Said Fred, en agosto de 2005 entró en la Berlín Punkband Payback5, en verano / otoño, 2005 apareció en el volumen de Colonia Lili, así como de junio a agosto de 2004 fue batería en Star Search del ganador Florence Joy Büttner. En abril de 2005 Lina entró en BlackVelvetVoodoo con quien ella también estuvo de diciembre de 2005 a abril de 2006 en el estudio de admisiones. En mayo de 2006 entró en el nuevo título de la banda HERSHE.

## Televisión
Lina comenzó su carrera en televisión con DSF. Ella fue presentada como un "ángel de servicio" junto a con Katharina Kuhlmann y Christina Surer en el programa de televisión Tuning TV. Desde septiembre de 2006 ella presenta el programa Der Checker en DMAX.

## Idiomas
Lina habla alemán, inglés, holandés y francés. Además está intentando aprender sueco e italiano.